# بخش رنفلدان
بخش رنفلدان یکی از بخشهای ایالت ارگو  در کشور سوئیس است.